# Cuisine du Yunnan

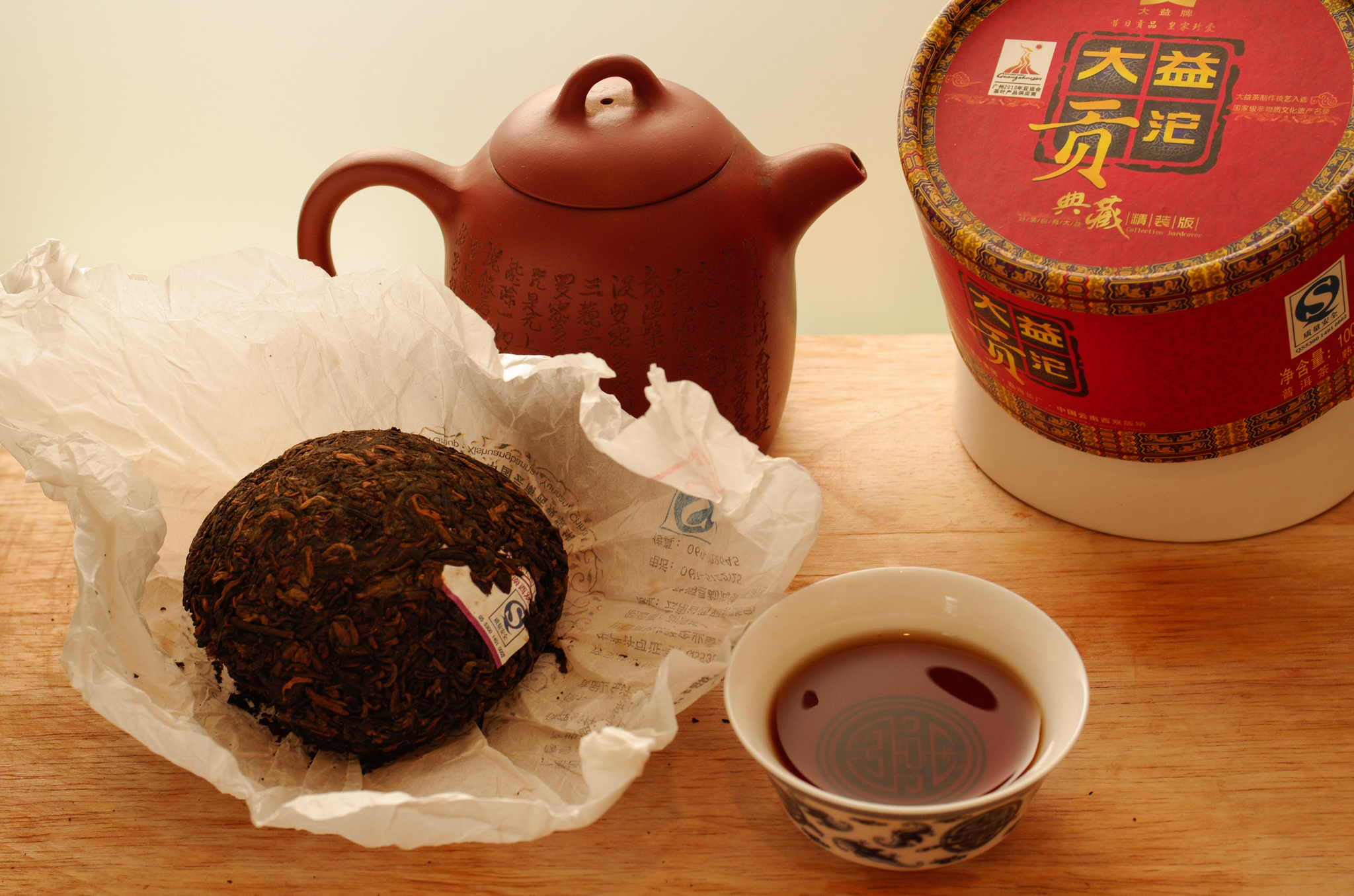
Infusion de pu-erh.

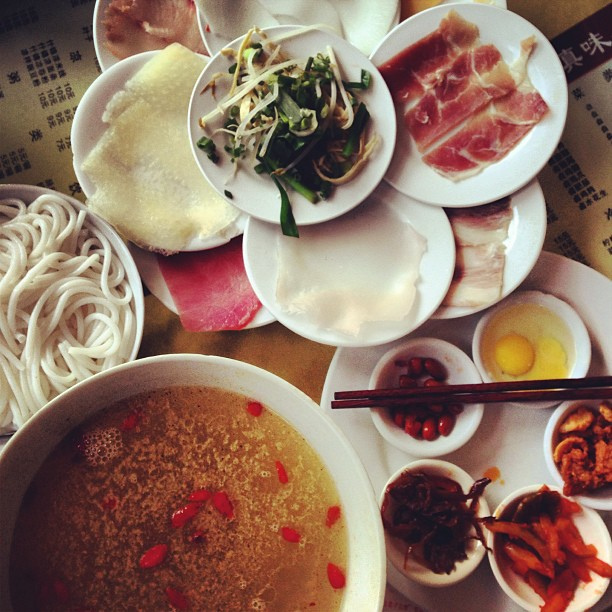
« Nouilles qui traversent le pont » et leurs accompagnements.

La cuisine du Yunnan (chinois : 雲南菜 ; pinyin : Yúnnán cài), aussi appelée dian (滇菜, diāncài), est la cuisine locale du Yunnan, en Chine. Elle constitue un mélange des traditions culinaires du Sichuan mais aussi des minorités bai, tai, yi, et naxi parmi d'autres. Étant la province avec le plus de cultures ethniques différentes, la cuisine du Yunnan est très variée et il est difficile de faire des généralisations. Beaucoup de plats du Yunnan sont assez épicés et les champignons figurent souvent au menu. Des fleurs, des algues et des fougères sont aussi cuisinées.
Les deux produits les plus renommés de la province sont le thé pu-erh (普洱茶, pǔ'ěr chá), qui est traditionnellement cultivé à Ning'er, et le jambon de Xuanwei (宣威腿, xuānwēi tuǐ), qui est employé en mijotage pour parfumer des plats braisés de la cuisine chinoise et qui constitue la base de nombreux bouillons.
La cuisine du Yunnan est singulière en Chine notamment en raison de ses fromages comme le Rubing (乳饼, rǔbǐng) et le Rushan (乳扇, rǔshān), confectionnés par l'ethnie bai, et ses yaourts ; la prédominance du yaourt dans la cuisine locale peut être due à la combinaison de l'influence mongole (ayant conquis la région, alors royaume de Dali, pour l'intégrer à la Chine durant la dynastie Yuan en 1253), le déplacement de populations d'Asie Centrale au Yunnan et la proximité et l'influence de l'Inde et du Tibet.

## Plats représentatifs
- Petit pain rond fourré (粑粑, bābā).
- Riz à l'ananas (菠萝饭, bōluó fàn).
- Gâteau de riz erkuai (饵块, ěrkuài).
- « Nouilles qui traversent le pont » (过桥米线, guòqiáo mǐxiàn) : un plat constitué d'un bouillon.
- Pommes de terre grand-mère au piment et à la ciboule (老奶洋芋, lǎonǎi yángyù).
- Poulet à la cocotte vapeur (气锅鸡, qìguōjī).
- Canard laqué de Yiliang (宜良烤鸭, yíliáng kǎoyā).
- Racines de plante caméléon (折耳根, zhé'ěrgēn).

## Galerie

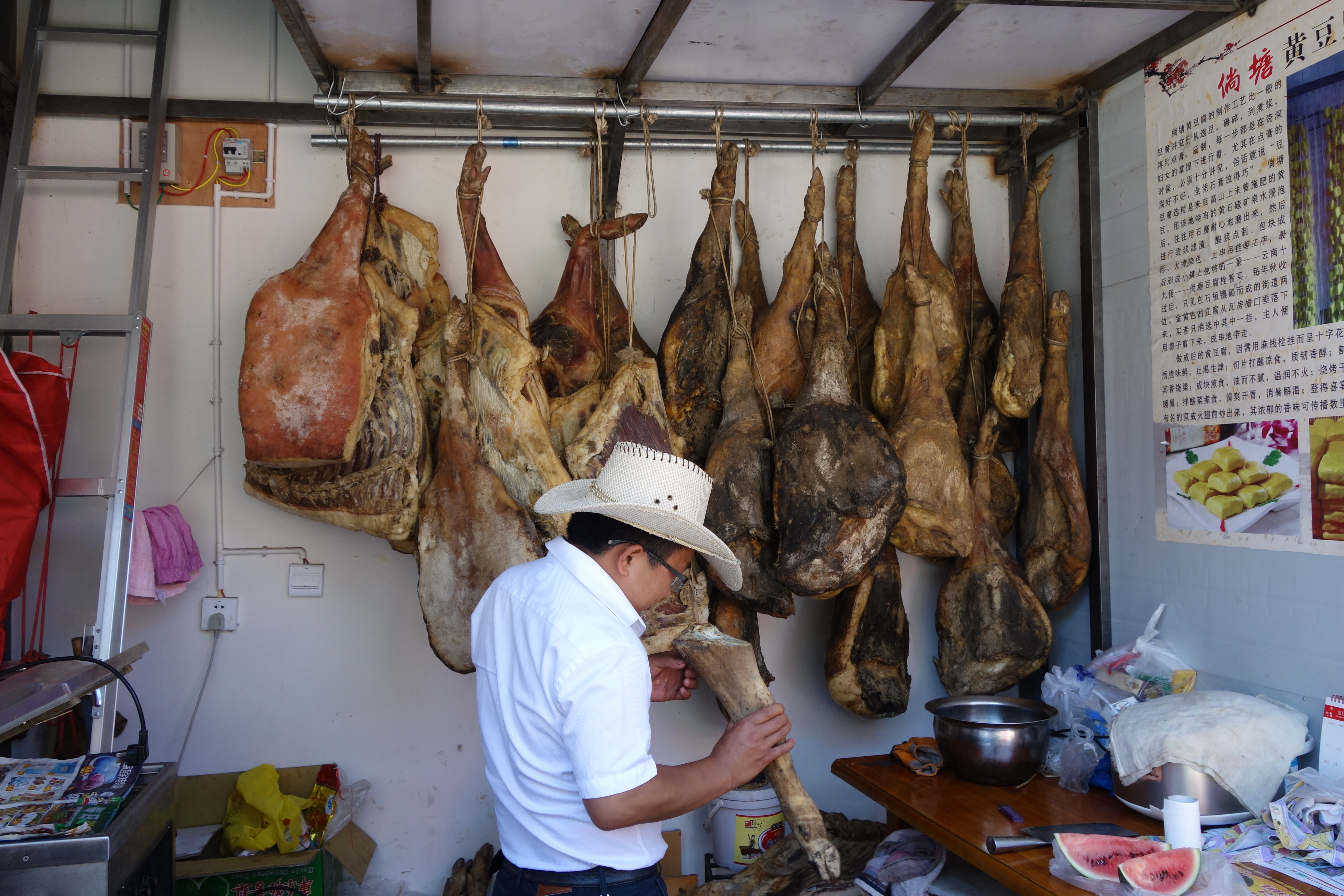
Jambon de Xuanwei (宣威腿, xuānwēi tuǐ).
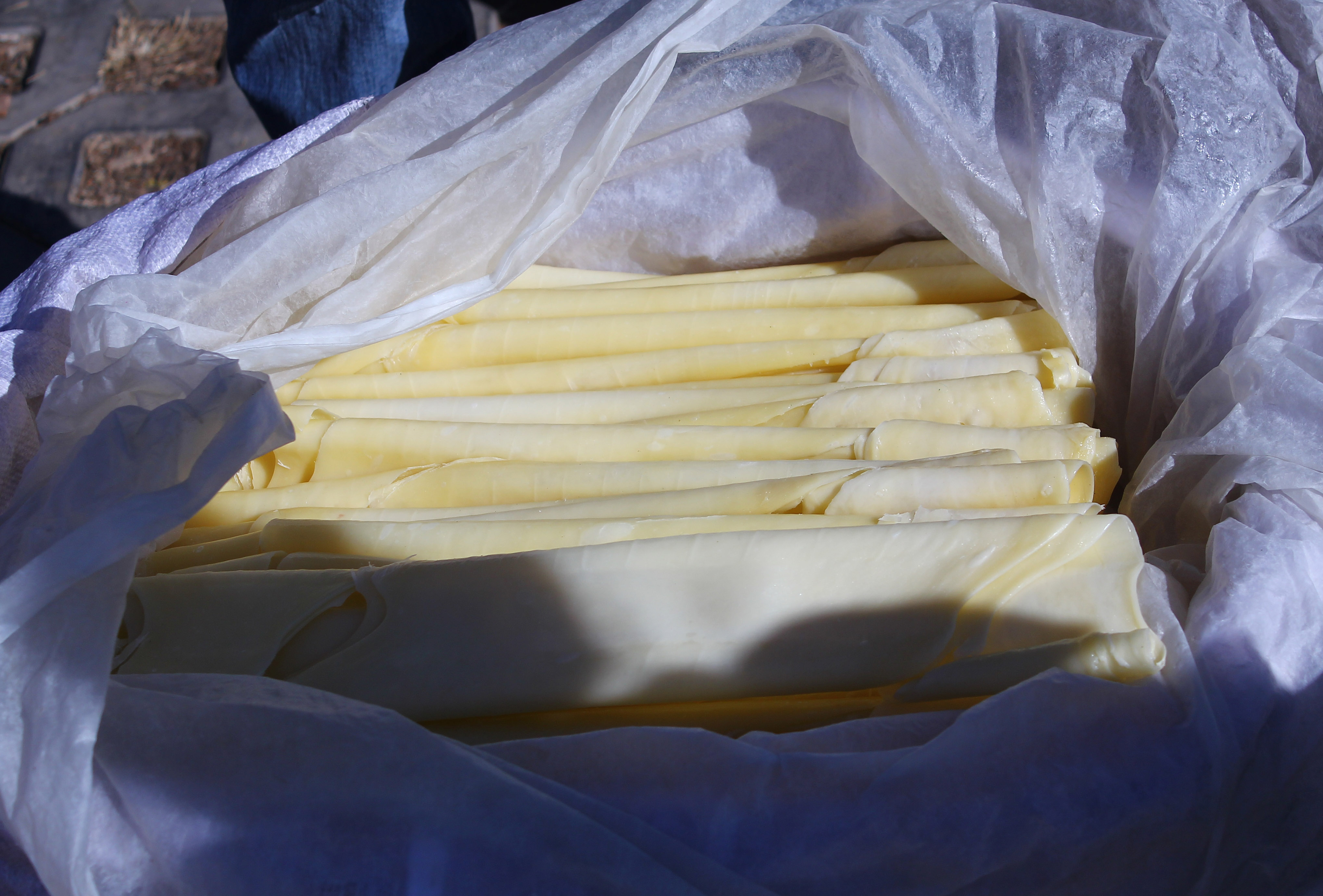
Fromage Rushan (乳扇, rǔshān).
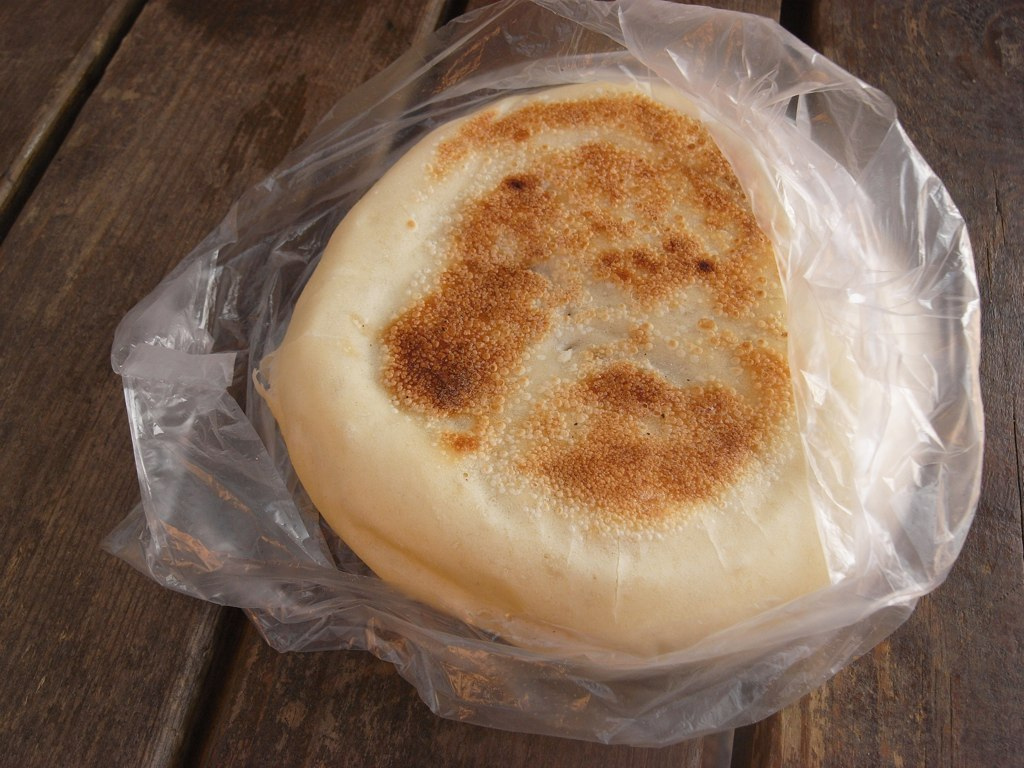
Pain fourré (粑粑, bābā).
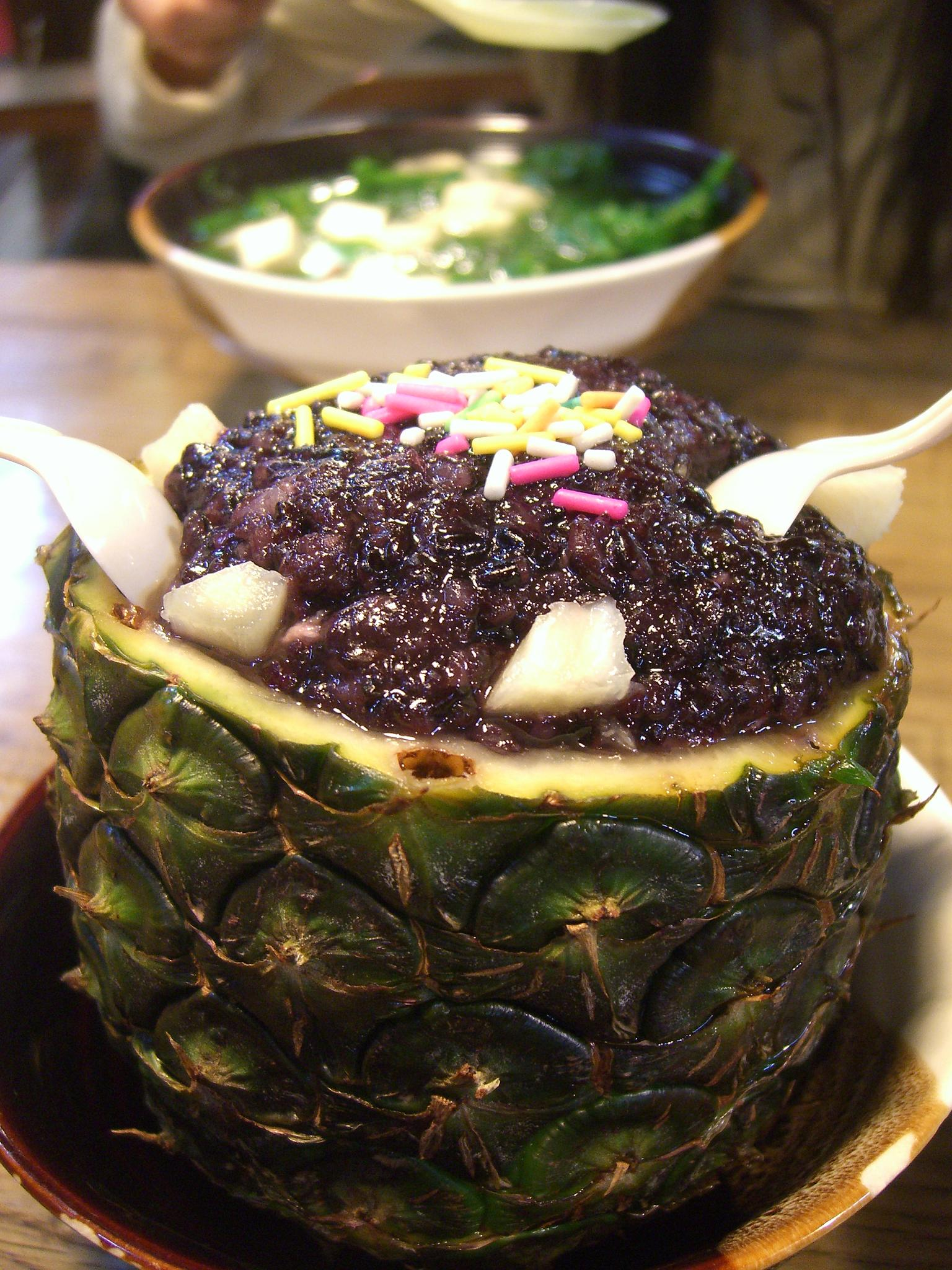
Riz gluant noir à l'ananas (菠萝黑糯米饭, bōluó hēinuòmǐfàn).
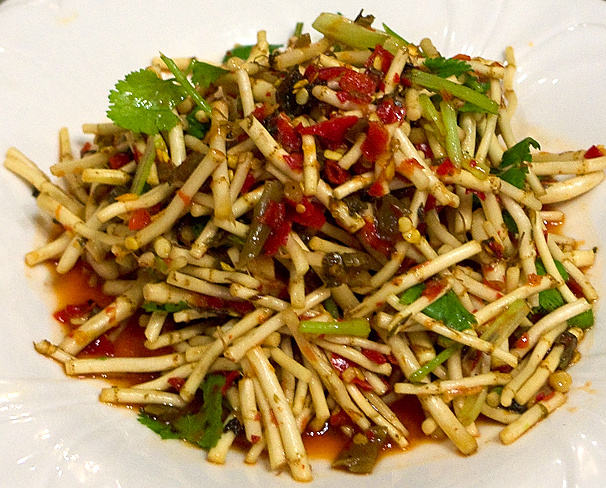
Racines de plante caméléon (折耳根, zhé'ěrgēn) sauté.